# Tom Robinson Band
Die Tom Robinson Band war eine britische Rockband, die im Zuge der Punkbewegung in den 70er-Jahren populär wurde.

## Geschichte
Die Gruppe wurde im Januar 1977 in London gegründet und war vor allem für ihre politischen und sozialkritischen Texte (ähnlich wie The Clash oder Trust) bekannt.
So engagierte sich die Band für die Gleichstellung der Frau und für die Rechte von Schwulen ebenso wie für Amnesty International und gegen Rassismus. Vor allem der Bandleader Tom Robinson wurde durch den Song Glad to be gay zu einem Idol der Schwulenbewegung, er selbst bezeichnet sich als bisexuell.
In der Zeit zwischen 1978 und 1982 arbeitete Robinson mit Peter Gabriel zusammen. Das von Gabriel unveröffentlichte Lied Bully for You wurde 1979 von der Tom Robinson Band auf dem Album TRB Two (3:20) und als Single veröffentlicht.

## Besetzung
- Tom Robinson (E-Bass, Gesang)
- Danny Kustow (Gitarre, Gesang)
- 'Dolphin' Taylor (Schlagzeug, Gesang) (bis 1978)
- Mark Ambler (Orgel, Piano) (bis 1978)
- Preston Heyman (Schlagzeug) (ab 1978)
- Ian Parker (Orgel, Piano) (ab 1978)

Der größte kommerzielle Erfolg der Band war die Single 2-4-6-8 Motorway, die 1978 Platz 5 der UK Single Charts erreichte. Ebenfalls Platz 5 der Charts erreichte im selben Jahr das Debütalbum Power in the Darkness.
1979 erschien das zweite Album TRB2, das jedoch sowohl künstlerisch als auch kommerziell nicht an seinen Vorgänger anknüpfen konnte. Kurz darauf löste sich die Band nach dem Ausstieg von Danny Kustow auf.

## Diskografie

### Alben
| Jahr | Titel                 | Höchstplatzierung, Gesamtwochen, AuszeichnungChartsChartplatzierungen (Jahr, Titel, Platzierungen, Wochen, Auszeichnungen, Anmerkungen) | Anmerkungen           |
| Jahr | Titel                 | UK | Anmerkungen           |
| ---- | --------------------- | --- | --------------------- |
| 1978 | Power In The Darkness | UK4 Gold · (12 Wo.)UK |                       |
| 1979 | TRB Two               | UK18 (6 Wo.)UK | mit Tom Robinson Band |

### EPs
| Jahr | Titel Album | Höchstplatzierung, Gesamtwochen, AuszeichnungChartsChartplatzierungen (Jahr, Titel, Album, Platzierungen, Wochen, Auszeichnungen, Anmerkungen) | Anmerkungen |
| Jahr | Titel Album | UK | Anmerkungen |
| ---- | ----------- | --- | ----------- |
| 1978 | Rising Free | UK18 (6 Wo.)UK |             |

### Singles
| Jahr | Titel Album                               | Höchstplatzierung, Gesamtwochen, AuszeichnungChartsChartplatzierungen (Jahr, Titel, Album, Platzierungen, Wochen, Auszeichnungen, Anmerkungen) | Anmerkungen |
| Jahr | Titel Album                               | UK | Anmerkungen |
| ---- | ----------------------------------------- | --- | ----------- |
| 1977 | 2-4-6-8 Motorway –                        | UK5 Silber · (9 Wo.)UK |             |
| 1978 | Up Against The Wall Power In The Darkness | UK33 (6 Wo.)UK |             |
| 1979 | Bully For You / Our People TRB Two        | UK68 (2 Wo.)UK |             |